# ぬく森の郷
ぬく森の郷（ぬくもりのさと）は、富山県南砺市小又にある、福光医王山温泉（福光小又温泉）を使用した温泉施設。株式会社ぬく森の郷によって運営されている。

## 特徴
県下随一、北陸最大級（約500m2、32畳）の大露天風呂が特長である（岩を高めに積み上げ竹垣で囲んだ露天風呂も存在しており、1週間ごとに男湯と女湯が入れ替わる）。露天風呂からは医王山、桑山、倶利伽羅峠、宝達山などの山並みが眺められるほか、露天風呂としては珍しく屋根付きの洗い場も存在する。

## 歴史
元々は上水道の水源確保のため1996年より掘削を始めたのが最初である。結果、水温22℃の鉱物的成分が含まれた水が湧き出たことから、温泉としての追加調査が実施され、水温45.5℃、水量毎分250リットルの温泉の掘削に成功した。
その後、2000年4月に着工、2001年4月25日に福光町によって開湯し（総事業費5億6,000万円）、2018年5月30日に民営化された。
2024年1月1日に発生した能登半島地震により、露天風呂がひび割れ、機械室のポンプや配管も破損するといった被害が発生した。その後は内風呂のみ営業を続けていたが、同年5月に露天風呂が復旧した。

## 泉質
- アルカリ性単純泉[1]（源泉掛け流し[7]）
  - 源泉温度45.1℃
  - 湧出量毎分16.5リットル（動力揚水）[1]
  - pH8.9[1]
  - 溶存物質891mg/kg[1]
  - 源泉の深さ665m[1]
- 神経痛、筋肉痛、関節痛、五十肩に効能がある（いずれも効能はその効果を万人に保証するものではない）。

## 温泉街
木造一部鉄筋コンクリート造り平屋建て1,234m2で、砺波平野に多く見られる吾妻建の大きな家屋をイメージした温泉施設が存在し、温泉浴場以外では研修用の大小個室、多目的ホール、会議室、レストラン、売店（周辺地域の菓子などの特産品のほか、農産物も販売されている）を備える。
温泉地周辺には医王山登山口やイオックス・アローザ（スキー場）が存在する。

## アクセス
- 鉄道
  - 城端線福光駅より車で約8分。
- バス
  - 福光駅より加越能バス南砺 - 金沢線の金沢駅西口行きに乗車、ぬく森の郷バス停下車すぐ。
  - 福光駅より南砺市営バス（なんバス）井波福光線または土山線に乗車、ぬく森の郷バス停下車すぐ。
  - 金沢駅西口より加越能バス南砺 - 金沢線の井波行きに乗車、ぬく森の郷バス停下車すぐ。
- 車
  - 北陸自動車道小矢部ICより車で18分。東海北陸自動車道福光ICより車で15分。